# Paraliparis fimbriatus
Paraliparis fimbriatus és una espècie de peix pertanyent a la família dels lipàrids.

## Hàbitat
És un peix marí i bentopelàgic que viu fins als 3.243 m de fondària.

## Distribució geogràfica
Es troba al Pacífic nord-oriental: Panamà.

## Observacions
És inofensiu per als humans.